# نومجليو
نومجليو هي بلدية (بلدية) في مدينة تورينو الحضرية في منطقة بيدمونت الإيطالية ، وتقع على بعد حوالي 50 كيلومتر (31 ميل) شمال تورينو .
نومجليو هو مركز زراعي في منطقة كانافيس التقليدية ، على منحدرات سيرا ديفريا . تاريخياً ، كانت هذه البلدية مقر أسياد القرون الوسطى سيتيمو فيتوني .